# Loopline Bridge
Il ponte Loopline (Loopline Bridge in inglese e Droichead na Lúblíne in gaelico), completato nel 1891 su progetto dell'ingegnere John Chaloner Smith, è un ponte ferroviario che attraversa il fiume Liffey e alcune strade di Dublino, capitale della Repubblica d'Irlanda. È un ponte ferroviario di grande importanza poiché collega parecchie linee ferroviarie a sud di Dublino alla stazione di Connolly e alle linee settentrionali. Disegnato da John Chaloner Smith (ingegnere a Dublino, noto per i lavori della linea Wexford-Wicklow), il ponte fu costruito nel 1891. È costituito da travi reticolari in ferro battuto su una doppia fila di pilastri con cinque campate. Il viadotto è di circa sei metri sopra il livello della strada e supporta due binari ferroviari.

## Polemiche
Durante la pianificazione e la costruzione originale (nel tardo XIX secolo), il progetto è stato oggetto di molta opposizione e polemiche perché la struttura blocca la vista lungo il fiume verso la dogana di Dublino. Tuttavia, il ponte è stato ritenuto necessario visto che non esisteva un collegamento ferroviario tra le zone nord e sud di Dublino, e per facilitare la circolazione della posta transatlantica proveniente da Dún Laoghaire e Cobh.
Cento anni dopo, il volto del ponte rimane oggetto di discussione. Già forse meno attraente di alcuni degli altri ponti di Dublino, le facciate delle Loopline sono stati utilizzate dalla  Iarnród Éireann (il gestore ferroviario irlandese) per l'affissione di cartelloni pubblicitari. A partire dal 2006, la società ha ridimensionato l'uso del ponte a tal fine per ridurre l'impatto visivo, a seguito di iniziative da parte del Board Pleana e del Dublin City Council.

## Il ponte nella letteratura
Il ponte Loopline è citato in una delle opere più famose della letteratura associate a Dublino, l'Ulisse di James Joyce.